# Andrej Gaćina
Andrej Gaćina (Zadar, 21. svibnja 1986.) je hrvatski stolnotenisač.

## Djetinjstvo
Gaćina je rođen 21. svibnja 1986. u Zadru. S 12 godina s bratom i roditeljima seli iz Zadra u Zagreb, gdje započinje i razvija svoju stolnotenisačku karijeru.

## Život i karijera
Gaćina je 2004. godine osvojio brončano odličje u parovima na Svjetskome juniorskom prvenstvu u Kobeu u Japanu. 2007. osvojio je srebrno odličje ekipno na Europskome prvenstvu u Beogradu u Srbiji.
Prvi je put Gaćina nastupio na olimpijskim igrama u Pekingu 2008. Najveći uspjeh u karijeri ostvario je 2011. godine osvojivši naslov europskog prvaka u paru s Marcosom Freitasom iz Portugala na Europskom prvenstvu u Gdanjsku u Poljskoj. Na Olimpijskim igrama 2024. u Parizu ispao je u šesnaestini finala.